# Новотавларово (Буздякский район)
Новотавларово (баш. Яңы Таулар) — деревня в Буздякском районе Башкортостана, входит в состав Тавларовского сельсовета.

## Географическое положение
Расстояние до:
- районного центра (Буздяк): 39 км,
- центра сельсовета (Старотавларово): 4 км,
- ближайшей ж/д станции (Буздяк): 39 км.

## Население
| 2002 | 2009 | 2010 |
| ---- | ---- | ---- |
| 327  | ↗339 | ↘269 |

Половой состав
В 1920 году в Новотавларово были учтены 718 башкир, 9 русских и 6 татар.
Национальный состав
Согласно переписи 2002 года, преобладающие национальности — башкиры (67 %), татары (33 %).

## Известные уроженцы
- Мануров, Рашит Нигматуллович (1926—1993) — советский работник железнодорожного транспорта, Герой Социалистического Труда.